# Лущенко, Николай Яковлевич
Николай Яковлевич Лущенко — советский государственный и хозяйственный   деятель.

## Биография
Родился в 1934 году в Ростовской области. Член КПСС.
С 1956 года — на хозяйственной, общественной и партийной работе.
В 1956—2015 гг. — выпускник строительного факультета Новокузнецкого политехнического института, на ответственных и руководящих должностях на строительных объектах Кузбасса:
- заместитель начальника «Главкузбасстроя»,
- начальник комбината «Сибметаллургстрой»,
- генеральный директор всесоюзного объединения «Череповецметаллургхимстрой»,
- начальник главного строительного управления Вологодской области,
- заместитель Министра черной металлургии СССР,
- генеральный директор международного строительного консорциума,
- управляющий проектами в ЦНИИЭП «Жилище».

Избирался депутатом Верховного Совета РСФСР 10-го и 11-го созывов.
Жил в Москве.